# روي وليامز
روي وليامز (بالإنجليزية: Roy Williams)‏ (3 مارس 1932 هيرفورد المملكة المتحدة - 25 أكتوبر 2011 هيرفورد المملكة المتحدة) هو لاعب كرة قدم بريطاني.